# Siverjani
Siverjani (ukr. Сіверяни, rus. Северяне); srednjovjekovno slavensko odnosno ukrajinsko pleme koje je svoje središte imalo na prostoru Černigovske, Sumske i Poltavske oblasti u današnjoj Ukrajini. Protezali su se s tih ukrajinskih prostora široko prema rijeci Don u zapadnoj Rusiji. Prema sjeveroistoku su bili rašireni gotovo do današnje Moskve. Spominju se u Starokijevskim zapisima već u 8. stoljeću no pretpostavlja se da su na istim prostorima živjeli i nekoliko stoljeća ranije. Njihovo glavno središte predstavljao je grad Černigov u sjevernoj Ukrajini.
Siverjani su bili poprilično srodni ukrajinskom plemenu Poljanima i uspostavljanjem snažnog Kijeva početkom 10. stoljeća, Siverjani su stupili u savezništvo s kijevskim vladarima i lokalnim stanovništvom Poljanima. Uz Poljane, Siverjani su također imali razvijenu kulturu. Poznata Romny kultura bila je stoljećima u bliskim odnosima s arapskim svijetom i tada naprednom kulturom Bliskog istoka. Siverjani su osnovali gradove: Černigov, Novgorod-Siverskij, Gluhiv, Putivlj, Kursk, Ljubeč i druge. Oko 1/3 Siverjana nakon mongolskog pustošenja u 13. i 14. stoljeću, i širenja Velike kneževine Moskve u 15. stoljeću, asimlirana je u buduću rusku naciju.

## Vanjske poveznice
- Enciklopedija Ukrajine: Siverjani (eng.)
- Siverjani na ruskoj enciklopediji (rus.)